# The Dark Unspoken
The Dark Unspoken ist eine Future-Pop-Band aus Lemgo, die 1997 gegründet wurde.

## Bandgeschichte
Die Band wurde von Songwriter und Sänger Darkun zunächst als Soloprojekt gegründet. Zu seinen Einflüssen zählen Gruppen wie Apoptygma Berzerk, Dorsetshire, Project Pitchfork und Terminal Choice. Nach zahlreichen Demoveröffentlichungen im Eigenvertrieb erschien 2005 das reguläre Debütalbum Die by Echoes. Zu dieser Zeit begann das Projekt erste Liveauftritte zu absolvieren, z. B. auf dem New Blood from the Dark Festival 2005 in Flensburg und auf dem Cold Winter Fest 2007 in Gladbeck.
2008 erschien das zweite Album Rotten Memories. Am Ende des Jahres kam die Band beim Battle of the Bands des Musik-Magazins Sonic Seducer auf den sechsten Platz, worauf weitere Auftritte, beispielsweise im November auf dem ersten Sheba Shoots Festival im Herforder Elfenbein, folgten. Ein Jahr darauf erreichte die Formation beim gleichen Wettbewerb den vierten Platz. Mit dem festen Eintritt des Gitarristen Dirk (ex-Ncor, Samara) und des Drummers Micha (ex-Ncor, Exilanation) wurde das Projekt 2009 zu einer Band. Im Mai 2009 traten The Dark Unspoken in Berlin zum ersten Mal mit dem aktuellen Line-up auf.
2010 unterschrieben die Bandmitglieder bei dem deutschen Echozone-Label und werden fortan über Intergroove vertrieben. Im Oktober des gleichen Jahres erscheint das Album Diode in Your Head?.
Im Januar 2012 stieg der Keyboarder Thorsten H. (auch aktiv bei dem Industrialprojekt N8STROM2618) in die Band ein und gab bei einem Konzert am 20. Januar 2012 im Forum Bielefeld sein Live-Debüt. 
Das Jahr 2013 begann die Band mit der Teilnahme am UNBACO Bandcontest, bei dem sie ins Finale einziehen konnte. Weitere Auftritte folgten im Rahmen zweier kleiner Mini-Touren „hopefully no snow“ und „beyond your control“. Im Herbst 2013 veröffentlicht die Formation schließlich ihr viertes Album „beyond your control“.    

## Texte
Beschäftigte sich das Projekt ursprünglich mit Tabuthemen, wie dem grausamen Umgang des Menschen mit der Natur oder Gefahren durch zu große Stellung der Religion, so verlagert sich bei den neueren Werken der Schwerpunkt auf die Kritik an Intoleranz und einseitigem Denken unter den Menschen. Auf dem vierten Album „beyond your control“ verlagert sich der Inhalt der Texte noch mehr in Richtung der Betrachtung des menschlichen Lebens. So werden Themen wie Burn Out, Verlust von geliebten Menschen oder Geburt in Armut oder Wohlstand aufgegriffen.      

## Kollaborationen
2006 mit Sven Rebentisch „An Deiner Seite“

## Diskografie
Alben
- 2005 Die by Echoes (CD, Darkun RatRec. / SXDistribution)
- 2008 Rotten Memories (CD, Darkun RatRec. / Codeline Records)
- 2010 Diode in Your Head? (CD, Echozone / Intergroove)
- 2013 Beyond Your Control (CD, Echozone / BOB-Media)

Kompilationsbeiträge
- 2004 Return to Light Vol. I
- 2004 Astan 18
- 2004 Refraktor 31
- 2004 Dark Demons 6 - 660 to go
- 2005 Thanatos
- 2005 grenzfreq[u]enz vol. I
- 2005 Return to Light Vol. II
- 2005 death-o-phobia IX
- 2006 Dark Spy Compilation Vol. V
- 2006 Refraktor 38
- 2006 Blackchurch Vol. III
- 2006 Astan 23
- 2007 20 years of rebellion
- 2007 Mortal Decay
- 2007 Goth is what you make it [six]
- 2007 Refraktor 44
- 2008 21 years of rebellion
- 2008 Dance of the Dead
- 2008 Dark Spy Compilation Vol. 18
- 2008 Synthetics - Get the bombs of music Vol. 8
- 2008 Codeline Artists Vol. 1

## Coverversionen
- Nasty von Trio (auf dem Album Rotten Memories)

## Videos
- 2005 visions deceased directed by Lea Louise Marshall
- 2010 One Day directed by Mario Filges
- 2010 Diode in Your Head? directed by Mario Filges
- 2011 Abnormis (video clip) edited by Mario Filges